# Casas de Haro
Casas de Haro település Spanyolországban, Cuenca tartományban. Casas de Haro Casas de los Pinos, Casas de Fernando Alonso, Vara de Rey, Pozoamargo, La Roda és Minaya községekkel határos. Lakosainak száma 836 fő (2024).

## Népesség
A település népessége az utóbbi években az alábbiak szerint változott:
| Lakosok száma | 904  | 855  | 904  | 905  | 892  | 861  | 875  | 823  | 835  | 836  |
|               | 2001 | 2004 | 2006 | 2009 | 2011 | 2014 | 2016 | 2019 | 2021 | 2024 |